# ژان زیگلر
ژان زیگلر (انگلیسی: Jean Ziegler؛ زادهٔ ۱۹ آوریل ۱۹۳۴) سیاستمدار، جامعه‌شناس، نویسنده، استاد دانشگاه و فیلسوف اهل سوئیس است.
زیگلر استاد سابق جامعه‌شناسی در دانشگاه ژنو و سوربن پاریس و معاون سابق کمیته مشورتی شورای حقوق بشر سازمان ملل متحد است. او قبلاً از سال ۱۹۸۱ تا ۱۹۹۹ عضو پارلمان سوئیس از سوسیال دموکراتها بود. او همچنین چندین سمت در سازمان ملل متحد، به ویژه به عنوان گزارشگر ویژه در مورد حق غذا از سال ۲۰۰۰ تا ۲۰۰۸، و به عنوان عضوی از کمیته مشورتی شورای حقوق بشر سازمان ملل از سال ۲۰۰۸ تا ۲۰۱۲، داشته‌است. زیگلر آثار متعددی تألیف کرده‌است، او به خاطر این جمله‌اش معروف است: «کودکی که از گرسنگی می‌میرد، کودکی به قتل رسیده‌است.»

## زندگی‌نامه و تحصیل
ژان زیگلر در ۱۹ آوریل ۱۹۳۴ در تون سوئیس به دنیا آمد. پدرش رئیس دادگاه شهر و سرهنگ ذخیره توپخانه بود.
زیگلر ازدواج کرد و صاحب یک پسر شد. او در دانشگاه‌های برن و ژنو تحصیل کرده و دارای دکترای حقوق و جامعه‌شناسی است. او همچنین مدرک وکالت دادگستری خود را در کانون وکلای دادگستری ژنو به دست آورد. در سال ۱۹۵۲، او با آبه پیر در پاریس ملاقات کرد و اولین مدیر انجمن خیریه امائوس در ژنو شد. در سال ۱۹۶۴، زیگلر شورشیان کوبا را تحسین می‌کرد و در دیدار چه گوارا از ژنو راننده او بود.
زیگلر استاد دانشگاه گرنوبل (فرانسه)، و تا سال ۲۰۰۲ در دانشگاه ژنو و همچنین در مؤسسه تحصیلات تکمیلی مطالعات توسعه بود که در آنجا جامعه‌شناسی تدریس می‌کرد. وی همچنین در دانشگاه سوربن پاریس سمت دانشیار داشت.

## مناصب دولتی

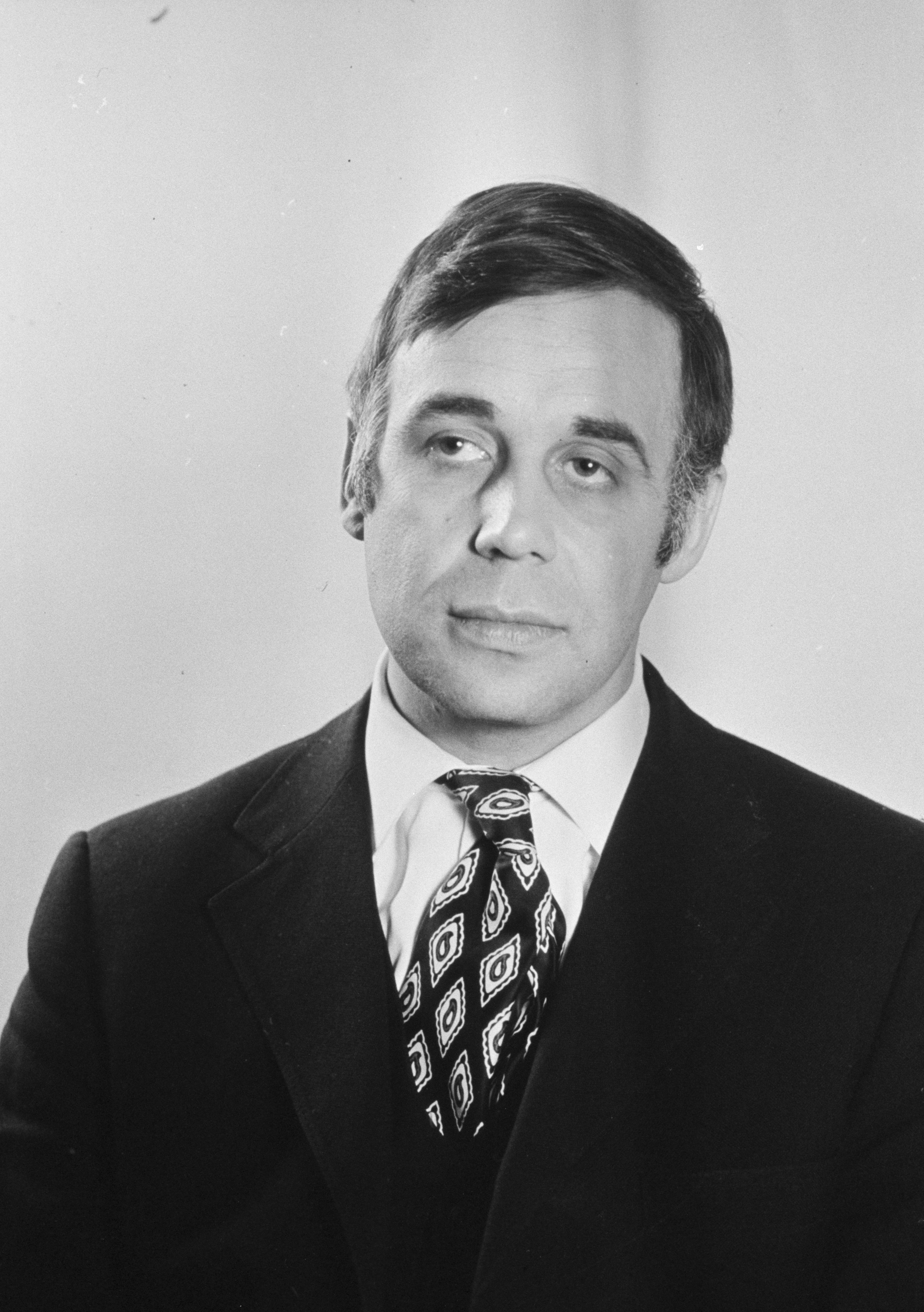
زیگلر در سال ۱۹۷۱

در سال ۱۹۶۳ ژان زیگلر به عنوان یک سوسیال دموکرات به عضویت شورای شهرداری ژنو انتخاب شد. از سال ۱۹۶۷ تا ۱۹۸۳ و از ۱۹۸۷ تا ۱۹۹۹ کرسی شورای ملی سوئیس را داشت. در آنجا رئیس گروه پارلمانی «سوئیس-جهان سوم» بود. او به کمیسیون‌های امور خارجی، علوم و تجارت بین‌المللی پیوست.

## دوران کار دیپلماتیک
زیگلر به عنوان یک مقام سازمان ملل، هم با مسائل کلی در سراسر جهان مانند استفاده از زیست‌سوختها و هم با مسائل خاص کشوری سروکار داشته‌است. زیگلر از جذب زیست‌سوخت‌ها انتقاد کرده‌است زیرا تولید آنها می‌تواند به خوراک یا سوخت – به قیمت عدم رشد مواد غذایی - تمام شود. در سال ۲۰۰۸، زیگلر در یک کنفرانس خبری در سازمان ملل گفت که «تخمین زده می‌شود که حدود ۲۰۰ کیلوگرم ذرت برای پر کردن باک خودرو با زیست‌سوختی (حدود ۵۰ لیتر) لازم است که این برای یک سال غذای یک فرد کافی است؛ بنابراین خطر بزرگی از رقابت بین غذا و سوخت وجود دارد که فقیر و گرسنه کشورهای در حال توسعه را در معرض افزایش سریع قیمت غذا، زمین و آب قرار می‌دهد»